# Jorge Salcedo Cabrera
Jorge Salcedo Cabrera (né le 25 novembre 1947) est un ingénieur civil colombien, spécialiste de la contre-surveillance et ancien chef de la sécurité de Miguel Rodriguez Orejuela et du Cartel de Cali, devenu Indicateur pour la DEA. Ses informations sur le cartel Opération Cornerstone ont conduit à son démantèlement. En conséquence, Salcedo et sa famille sont entrés dans le Programme fédéral de protection des témoins des États-Unis.

## Jeunesse
Jorge Salcedo est né le 25 novembre 1947 à Bogotá, Colombie . Son père était membre de l’armée colombienne. Salcedo a vécu deux ans au Kansas pendant que son père suivait les cours du United States Army Command and General Staff College, après quoi la famille est retournée en Colombie. Il a étudié à l’Université des Andes, où il a obtenu un diplôme en économie industrielle. Il a rejoint la réserve de l’armée à Cali.

## Cartel de Cali

### Recrutement
Salcedo a été invité à rejoindre le Cartel de Cali en 1989, après que Mario del Basto, un membre de l’unité de réserve de Salcedo, ait fait les présentations. Salcedo avait auparavant travaillé pour le compte de commandos britanniques coopérant avec le gouvernement colombien contre les Forces armées révolutionnaires de Colombie. Lors de cette première réunion, les parrains de Cali ont demandé à Salcedo de coordonner une attaque contre Pablo Escobar , un chef de cartel de la drogue rival.
Les deux factions se sont mises d’accord, et Jorge Salcedo a travaillé avec les commandos pour élaborer un plan d’attaque. En mai 1989, l’attaque devait avoir lieu, mais une couverture nuageuse épaisse a causé un crash d’hélicoptère, empêchant la majorité des commandos d’atteindre la planque d’Escobar, Hacienda Nápoles. L’attaque a ensuite été annulée,.

### Surveillance
Après l’échec du raid, Salcedo a continué à surveiller les communications de la police nationale et du cartel rival. En 1992, Salcedo a coordonné l’achat et la récupération de plusieurs bombes salvadoriennes dans le cadre d’un autre complot visant à tuer Escobar. Après la découverte de la transaction par la police nationale, Salcedo a été démasqué en tant que membre du Cartel de Cali. Il a été démis de son poste dans la réserve. Après être entré dans la clandestinité, Salcedo a concentré ses efforts sur le suivi de son réseau de communication électronique, recueillant des renseignements sur la police nationale et le Cartel de Medellín.
Après la mort d’Escobar aux mains de la police nationale en 1993, Salcedo a estimé avoir accompli son devoir auprès du Cartel de Cali et a tenté de démissionner,. Sa démission a été refusée par Miguel Rodríguez Orejuela, qui l’a contraint à rester. Alors que son rôle précédent consistait à échapper à la surveillance d’Escobar, Salcedo a désormais aidé les hommes de Cali à échapper à la Police nationale (Colombie),. Pendant cette période, le Bloc de recherche à l’origine formé pour traquer Escobar s’est concentré sur le Cartel de Cali.
En 1995, Gilberto Rodriguez Orejuela a été capturé par une force conjointe à Cali. Le raid a été mené sur la base de documents saisis dans un bureau appartenant à Guillermo Pallomari, comptable en chef du cartel. Après avoir reçu l’ordre de tuer Pallomari, Salcedo a commencé à penser qu’il ne pourrait quitter l’opération qu’en provoquant son démantèlement. Il n’a pas obéi à l’ordre et a prétendu ne pas savoir où se trouvait Pallomari, pensant que ce dernier pourrait lui servir de monnaie d’échange pour sa liberté.

### Cornerstone
L’arrestation de Mario del Basto en 1995 a promu Salcedo au poste de chef de la sécurité du cartel. Cette même année, Joel Rosenthal, avocat américain ayant travaillé avec le Cartel de Cali, a été arrêté pour ses liens avec celui-ci. Salcedo a vu cela comme une occasion d’entrer en contact avec les autorités américaines. L’arrestation de Rosenthal a permis à Salcedo de rencontrer Chris Feistl et David Mitchell, deux agents de la DEA opérant à Cali.
En juillet 1995, Salcedo a rencontré Feistl et Mitchell pour planifier la capture de Miguel Rodríguez Orejuela. Après que Salcedo eut localisé Rodriguez, les agents de la DEA planifièrent une descente dans le complexe d'appartements. Bien que le plan fût initialement conçu pour créer la surprise, les démarches administratives menèrent à un siège prolongé de l'appartement, qui se termina sans arrestation,. Salcedo a ensuite été rétrogradé. Le 6 août, Salcedo et la DEA ont collaboré à un second assaut sur Rodríguez, cette fois à la Hacienda Buenos Aires. Ce raid fut un succès et la DEA a arrêté Rodríguez .
Avant d’être extradé par la DEA, Salcedo a insisté pour extraire Guillermo Pallomari,. Faisant semblant de le traquer pour l’assassiner, il a transmis sa localisation à la DEA. Pallomari était méfiant, craignant un piège. Ce n’est que grâce à l’intervention de sa femme qu’il a accepté de partir. William Rodríguez Orejuela, fils de Miguel, soupçonnait Salcedo d’être la taupe et l’a démis de ses fonctions. Le 12 août, la DEA a réussi à exfiltrer Pallomari et sa famille.
Salcedo est resté en Colombie en attendant la permission diplomatique de quitter le pays. Le 26 août 1995, après six ans et demi au sein du cartel, il a été extradé vers les États-Unis. Il est entré dans le Programme fédéral des États-Unis pour la protection des témoins, où il demeure encore aujourd’hui.

## Dans les médias
Salcedo a été incarné par Matias Varela dans la saison 3 de la série télévisée Netflix Narcos. Il a été consulté pour la série et a donné son avis sur son rôle dans l’arrestation des frères Rodríguez Orejuela.
La série colombienne En la boca del lobo se concentre sur les années où Salcedo a travaillé pour le Cartel de Cali. Il y apparaît sous le nom de Ricardo Salgado, interprété par Luis Fernando Hoyos.